# Стеклянная мечеть
Мади́на масджи́д, Стекля́нная мече́ть — это первая и единственная мечеть из стекла в Индии. Кроме того, расположенная в столице штата Мегхалая, городе Шиллонг, Мадина Масджид является самой большой мечетью на северо-востоке страны. Возведение мечети, построенной на средства Союза Мусульман Шиллонга и пожертвования мусульман, велось полтора года. 18 октября 2012 г. состоялось её торжественное открытие.
Купол и минареты молельного дома полностью выполнены из стекла. Мечеть представляет собой четырёхэтажное здание высотой 36 метров (120 футов) высотой и шириной 18 метров (61 фут). Вместительность помещений более 2000 человек. При проектировании были предусмотрены отдельные залы для мужчин и женщин. Особенностью мечети является также ночная подсветка. Такое украшение по замыслу строителей делает мечеть привлекательной не только для прихожан, но и для новых туристов.
Мечеть построена как символ единства всех религий. На территории расположен марказ — богословский институт, в котором обучаются будущие имамы, проходят открытые лекции и уроки. Мадина Масджид оборудована современной исламской библиотекой. Комплекс мечети также включает приют для детей-сирот под названием Мехерба, в котором уже размещается 51 ребёнок.